# Mosnac, Charente

Mosnac este o comună în departamentul Charente, Franța. În 1 ianuarie 2018 avea o populație de 449 de locuitori.